# Hoekaspis
Hoekaspis – rodzaj stawonogów z wymarłej gromady trylobitów, z rzędu Asaphida. Żył w okresie wczesnego ordowiku.
Trylobity te miały strzałkowate szwy twarzowe o przednich odgałęzieniach biegnących bardzo blisko krawędzi. Glabella była z przodu zaokrąglona, na poziomie oczu przewężona, o bokach równoległych lub ku tyłowi rozszerzonych, z guzkiem pośrodkowym położonym w pobliżu krawędzi stawowej z tułowiem. Średniej wielkości oczy leżały prawie pośrodku długości głowy i w pobliżu glabelli. Policzki miały wypukłe, odgraniczone bardzo szerokimi i płytkimi bruzdami librigenae oraz kąty wydłużone w kolce policzkowe. Zarys pygidium był prawie eliptyczny do półeliptycznego. Złożone z 9 do 10 segmentów rachis pygidium zwężało się ku końcowi. Na polach pleuralnych pygidium widniało od 5 do 7 śladowych żeberek.
Rodzaj ten wprowadzony został w 1937 roku przez Teiichi Kobayashiego. Należą doń dwa opisane gatunki:
- Hoekaspis megacantha Leanza, 1941 – miał zasadniczo gładką glabellę z drobnym guzkiem pośrodkowym, kąty policzkowe wydłużone w sięgające środka długości pygidium kolce, a krawędź pygidium nieco węższą niż u następnego gatunku.
- Hoekaspis schlagintweiti Harrington et Leanza, 1942 – miał glabellę z zagłębieniami, listewkami, kilem i małym guzkiem pośrodkowym, kąty policzkowe wydłużone w grube i prawie trójkątne kolce, a krawędź pygidium nieco szerszą niż u poprzedniego gatunku.